# Witt-Thompson Motor Company
Witt-Thompson Motor Company, vorher Tulsa Automobile Corporation, war ein US-amerikanischer Hersteller von Automobilen. Eine andere Quelle gibt nur die ursprüngliche Firmierung an.

## Unternehmensgeschichte
Mark E. Carr, G. E. Darland, T. J. Hartman und J. O. Mitchell gründeten die Tulsa Automobile Corporation im Februar 1917. Der Sitz war in Tulsa in Oklahoma. In dem Werk war ein paar Jahre vorher die Tulsa Automobile & Manufacturing Company tätig. Wenig später stellten sie einen Prototyp her. Noch im gleichen Jahr begann die Serienproduktion von Automobilen, die dem Modelljahr 1918 zugeschrieben wurden. Der Markenname lautete Tulsa. Ein Feuer im Jahr 1919 brachte Probleme mit sich.
Im Sommer 1920 kam es zu einer Reorganisation. O. T. Hewlett, R. O. Holleron, R. M. McFarlin und H. H. Rogers leiteten nun das Unternehmen. Floyd Thompson wurde neuer Verkaufsleiter. Im Sommer 1921 verkauften McFarlin und seine Partner das Unternehmen an D. M. Witt. Der nahm Thompson als Partner und nannte das Unternehmen Witt-Thompson Motor Company. 1922 endete die Produktion. Danach stellten sie noch Teile her. Am 3. März 1923 wurde noch über das Unternehmen berichtet. Es ist nicht bekannt, wann es aufgelöst wurde.

## Fahrzeuge

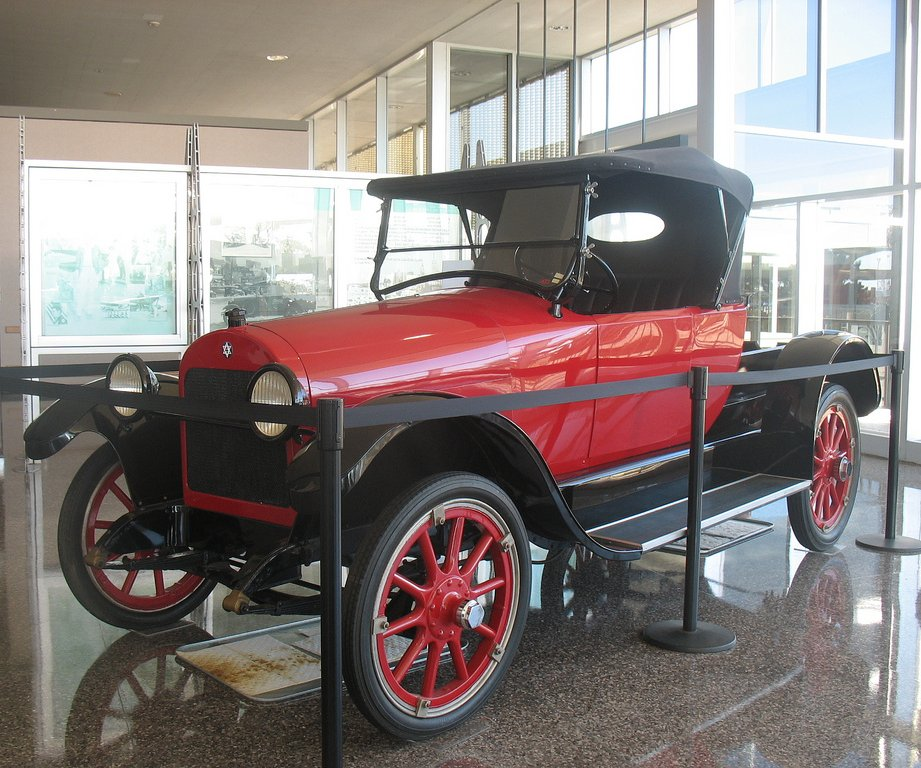
Tulsa Model D von 1918

Viele Teile wurden zugekauft. So kam der Motor zunächst von Lycoming. Das Model D hatte einen Vierzylindermotor mit 37 PS Leistung. Das Fahrgestell hatte 298 cm Radstand. Zur Wahl standen Tourenwagen mit fünf Sitzen, Roadster mit vier Sitzen und ein Oil Field Runabout. Der Neupreis betrug 985 US-Dollar.
1920 folgte das Model E. Der Vierzylindermotor mit der gleichen Leistung kam von Herschell-Spillman. Radstand und Aufbauten änderten sich nicht. Die Preise lagen nun bei 1335 Dollar für den Runabout und 1550 Dollar für die beiden anderen Varianten. 1922 betrug der Preis einheitlich 1175 Dollar.
Außerdem wird ein Modell mit einem Sechszylindermotor genannt. Der Preis lag einige hundert Dollar höher. Der Radstand betrug laut einer Quelle 302 cm.

## Modellübersicht
| Jahr      | Modell  | Zylinder | Leistung (PS) | Radstand (cm) | Aufbau                                                      |
| --------- | ------- | -------- | ------------- | ------------- | ----------------------------------------------------------- |
| 1918–1919 | Model D | 4        | 37            | 298           | Tourenwagen 5-sitzig, Roadster 4-sitzig, Oil Field Runabout |
| 1920–1922 | Model E | 4        | 37            | 298           | Tourenwagen 5-sitzig, Roadster 4-sitzig, Oil Field Runabout |

## Produktionszahlen
Die jährliche Produktionszahl wies erhebliche Schwankungen auf. 1918 entstanden nur 23 Fahrzeuge, 1919 immerhin 227. 1920 fiel die Zahl auf 53. 1921 wurde der Höchststand von 723 erreicht. 1922 wurden noch 133 Fahrzeuge gefertigt. In der Summe sind das 1159 Fahrzeuge.
| Jahr  | Produktionszahl |
| ----- | --------------- |
| 1918  | 23              |
| 1919  | 227             |
| 1920  | 53              |
| 1921  | 723             |
| 1922  | 133             |
| Summe | 1159            |

## Erhaltene Fahrzeuge
Ein Fahrzeug ist in Tulsa ausgestellt. Ein zweites soll sich in Australien befinden.